# Henri Lepage
Henri Louis Lucien Lepage (ur. 30 kwietnia 1908 w Épinal, zm. 26 października 1996 tamże) – francuski szpadzista, złoty medalista igrzysk olimpijskich i mistrzostw świata.
Na igrzyskach olimpijskich w Londynie w 1948 roku Francuzi w składzie: Maurice Huet, Michel Pécheux, Marcel Desprets, Édouard Artigas, Henri Guérin i Henri Lepage zdobyli drużynowo złoty medal. W zawodach indywidualnych zajął szóste miejsce, w rundzie finałowej wygrywając cztery z dziewięciu pojedynków. Były to jego jedyne starty olimpijskie.
Podczas mistrzostw świata w Lizbonie w 1947 roku wspólnie z Édouardem Artigas, Jéhanem de Buhanem, Marcelem Despretsem, Henrim Guérinem i Michelem Pécheux zdobył złoty medal w zawodach drużynowych.